# Jacob Brøgger Daugaard
Jacob Brøgger Daugaard, född den 17 september 1796, död den 5 januari 1867, var en dansk präst, far till Christine Margaretha Daugaard.
Daugaard var biskop över Ribe stift 1850-1867. Han utgav Om de danske Klostre i Middelalderen (1830).

## Utmärkelser
- Riddare av Dannebrogorden,  1851[2]
- Dannebrogsmännens hederstecken,  1854[2]
- Kommendör av Dannebrogorden,  1862[2]

[Redigera Wikidata]